# Władcy Alençon

Herb hrabiów Alençon z rodziny Bellême

Herb hrabiów i książąt Alençon z dynastii Walezjuszów

## Hrabiowie Alençon

### Dynastia Bellême
- 1026–1030: Wilhelm I Talvas
- ? - 1094: Roger de Montgomerie
- ? - 1113: Wilhelm III z Ponthieu
- ? - ? : Jan I
- ? - 1191: Jan II
- 1191–1217: Robert I

### Kapetyngowie
- 1269–1284: Piotr I

### Walezjusze
- 1291–1325: Karol I
- 1325–1346: Karol II
- 1346–1361: Karol III
- 1361–1391: Piotr II
- 1391–1414: Jan I

## Książęta Alençon

### Kreacja1414r.
- 1414–1415: Jan I
- 1415–1474: Jan II
- 1478–1492: Rene
- 1492–1525: Karol IV
- 1525–1549: Małgorzata z Nawarry

### Kreacja1566r.
- 1566–1584: Franciszek Hercules Walezjusz

### Kreacja1646r.
- 1646–1660: Gaston Burbon
- 1660–1696: Elżbieta Burbon

### Kreacja1710r.
- 1710–1714: Karol Burbon

### Kreacja1774r.
- 1774–1795: Ludwik Stanisław Burbon

### Kreacja1844r.
- 1844–1910: Ferdynand, książę d'Alençon

Od 1848 tytuł honorowy
- 1910–1931: Emanuel, książę Vendôme (1872–1931)
- 1931–1970: Karol Filip, książę Nemours (1905–1970)
- 1970–2007: Piotr Gaston Orleański-Bragança (1913–2007)
- od 2007: Piotr Orleański-Bragança (ur. 1979)